# Hyala
Hyala är ett släkte av snäckor som beskrevs av H. och Arthur Adams 1852. Hyala ingår i familjen Iravadiidae.
Släktet innehåller bara arten Hyala vitrea. Hyala är enda släktet i familjen Iravadiidae.